# مارتن شين

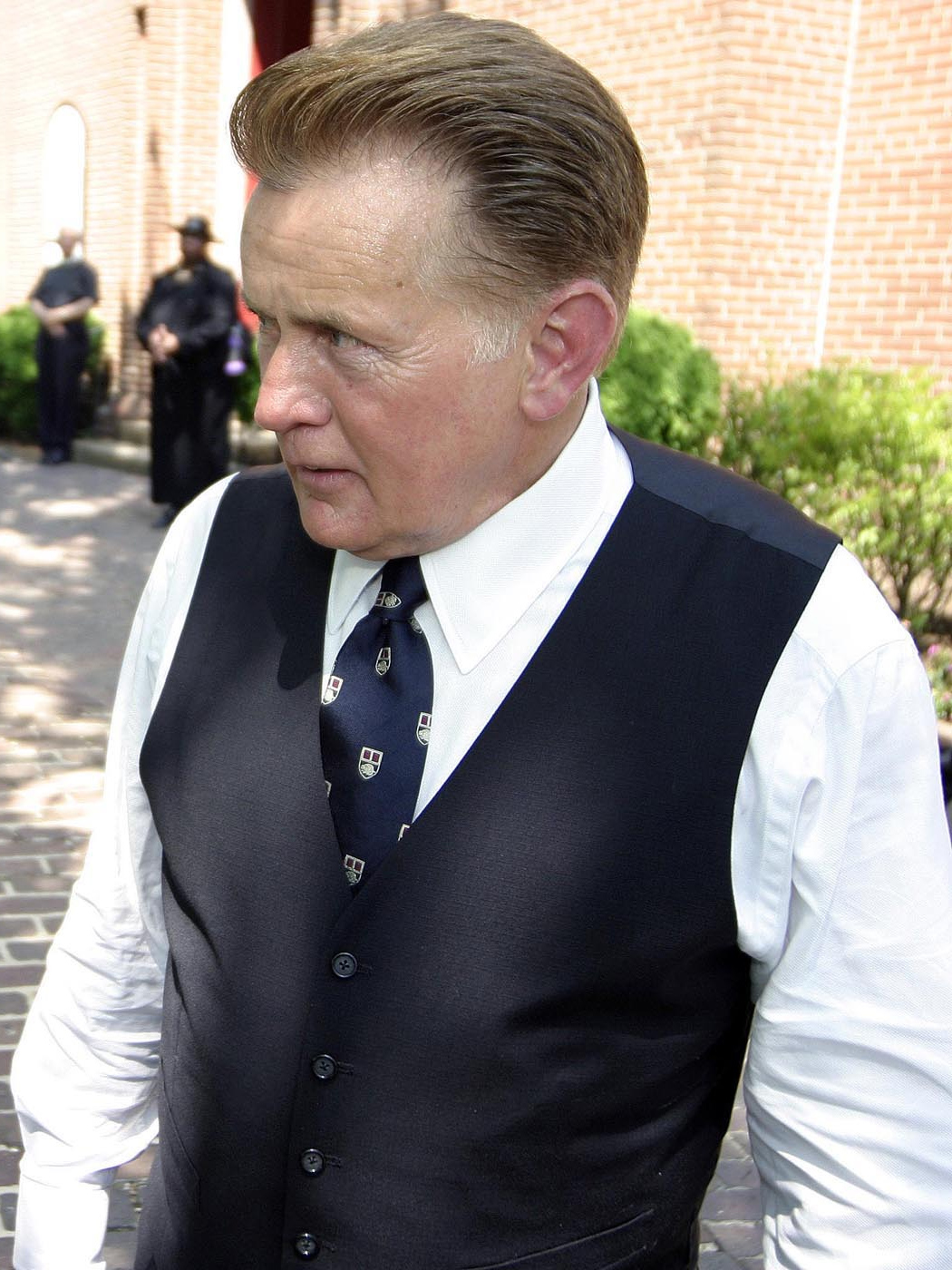
مارتن شين

مارتن شين (Martin Sheen) (ولد رامون جيراردو أنطونيو إستيفيز في 3 أغسطس 1940، في دايتون، أوهايو) هو ممثل أمريكي، يعرف لفيلم الإيحاء الآن (Apocalypse Now عام 1979)، ومؤخراً لدوره في مسلسل الجناح الغربي (The West Wing) وفيلم غاندي عام 1982. مارتن شين هو والد الممثل الأمريكي تشارلي شين، كما أنه والد مجموعة أخرى من الممثلين هم: إيمليو إيستفيز (Emilio Estevez)، ورامون إيستفيز (Ramon Estevez)، ورينيه إيستفيز (Renée Estevez).
أخفق متعمداً في امتحان القبول بكليته في جامعة دايتون لكي يتمكن من متابعة مهنة كممثل بدلا من ذلك. رفض والده ذلك حتى حقق نجاحاً كبيراً، ولم يشاهد مارتن يمثل حتى رآه على الشاشة في مدينته الأصلية دايتون، أوهايو. كثيرا ما يمثل شخصية رئاسية أو سياسية ذات علاقة بالبيت الأبيض. من أبرز أعماله «الجناح الغربي» (1999)، «المنطقة الميتة» (1983)، «كندي» (1983)، «قذائف أكتوبر» (1974)، «طموح أعمى» (1979)، و«الرئيس الأمريكي» (1995). كما ساهمَ في عمل آخر كراوٍ في JFK (عام 1991)، وهو نشط سياسياً.

## نشأته
وُلد شين في دايتون، أوهايو، ابن ماري آن (فيلان قبل الزواج؛ 1903-1951) وفرانسيس إيستفيز مارتينيز (1898-1974). خلال ولادته، انكسرت ذراع شين اليسرى بالملقط ما أدى إلى تحدد الحركة الجانبية لهذه الذراع وأصبحت أقصر بثلاثة إنشات (7.6 سنتيمتر) من الذراع اليسرى (شلل إيرب). كان والدا شين كلاهما مهاجرين، كانت والدته من بورسوكاني في مقاطعة تيبيراري في أيرلندا، ووُلد والده في سالثيدا دي كاسيلاس في جليقية في إسبانيا. بعد انتقاله إلى دايتون في ثلاثينيات القرن العشرين، كان والده عامل مصنع/ مفتش آلات في شركة التسجيل النقدي الوطنية. كبر شين في شارع براون في حي ساوث بارك، وهو الولد السابع من أصل عشرة أولاد (تسعة صبيان وبنت). بسبب عمل والده، عاشت العائلة في برمودا في شارع سانت جون في بيمبروك حيث وُلِد خمسة من أخوته. كان مارتن أول ولد يولد في دايتون في أوهايو بعد عودة العائلة من برمودا. أُصيب مارتن بفيروس شلل الأطفال عندما كان طفلًا لذا وجب عليه أن يبقى طريح الفراش لمدة عام. ساعده علاج الأطباء باستخدام طريقة الأخت كيني في عودة الحركة لساقيه من جديد.
عندما كان شين في سن الحادية عشرة، توفيت أمه، فواجه الأطفال احتمالية العيش في دار أيتام أو بنظام الرعاية البديلة. كان أفراد العائلة قادرين على البقاء مع بعضهم بمساعدة كنيسة الثالوث المقدس الكاثوليكية في دايتون. رُبِّي كاثوليكيًا، وتخرج في مدرسة شمينيد الثانوية (الآن مدرسة شمينيد جوليين الثانوية الكاثوليكية). عندما كان في سن الرابعة عشرة، نظّم إضرابًا لعربات الغولف في أثناء العمل في نادي الغولف الخاص في دايتون في أوهايو. اشتكى من لاعبي الغولف قائلًا: «كانوا يستخدمون لغة بذيئة أمامنا في أغلب الأحيان.. لقد كنا أطفالًا صغارًا وكانوا مضطهِدين.. معادين للسامية.. وكانوا، بمعظمهم، أعضاء بارزين في المجتمع».
كان شين يميل للتمثيل في شبابه، لكن والده لم يوافقه على اهتمامه في هذا المجال. رغم معارضة والده، اقترض شين نقودًا من قديس كاثوليكي وانتقل إلى مدينة نيويورك في أوائل العشرينيات من عمره آملًا أن ينجح ممثلًا. التقى في مدينة نيويورك الناشطةَ الكاثوليكية دوروثي داي. عندما كان يعمل مع هذه العاملة الكاثوليكية، بدأ التزامه بالعدالة الاجتماعية، وذهب في ذات يوم ليلعب دور بيتر ماورين، مؤسس الحركة العمالية الكاثوليكية، في فيلم إنترتينينغ آنجيلز: دوروثي داي ستوري. فشل شين متعمّدًا في امتحان دخول جامعة دايتون كي يلاحق مهنة التمثيل.

اتخذ اسمه الفني، مارتن شين، من مزيج من مدير شبكة كولومبيا للبث (سي بي إس)، المخرج روبرت ديل مارتن الذي أعطاه انطلاقته الكبيرة الأولى، والمطران الواعظ التلفزيوني فولتون جاي. شين. في عام 2003، في مقابلة مع برنامج إنسايد ذي أكترز استوديو، شرح شين:
كلما اتصلت من أجل موعد، سواء كان من أجل عمل أو شقة، وأعطيت اسمي، كنت أشعر بذلك التردد دائمًا وفي كل مرة أصل إلى هناك، يكون قد اختفى. لذا فكرت، لقد واجهت مشاكل كافية محاولًا الحصول على وظيفة في التمثيل، لذا اخترعت الاسم مارتن شين. لا يزال اسمي إيستفيز رسميًا. لم أغيره رسميًا قط، ولن أغيره أبدًا. إنه موجود على رخصة القيادة وجواز السفر الخاصين بي وعلى كل شيء. بدأت استخدم اسم شين، فكرت أن أجرب الأمر، وقبل أن أعلم، بدأت أكسب رزقي به وعندها كان الأوان قد فات. في الحقيقة، أكبر ندم واجهته هو أنني لم أحتفظ باسمي كما كان عندما أُعطِي لي. أعلم أن الأمر قد أزعج والدي.

## مسيرته المهنية

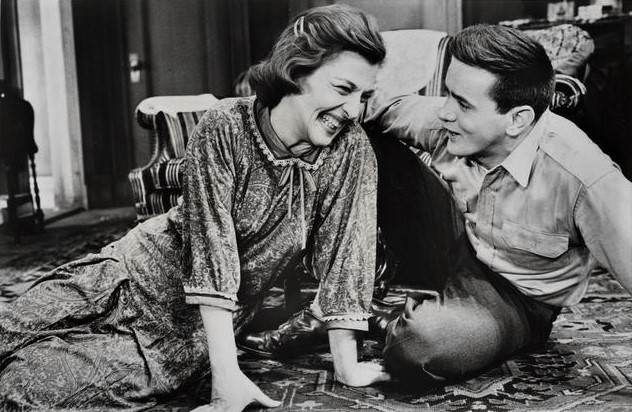
إيرين دايلي ومارتن شين في مسرحية الموضوع كان ورودًا ،برودواي، (1964-1966).

تأثر شين بشكل كبير بالممثل جيمس دين. أسس شركة مسرحية مع ممثلين آخرين على أمل أن يكسبه الإنتاج شهرة. في عام 1963، ظهر في «نايت مير»، وهي حلقة من مسلسل الخيال العلمي التلفزيوني ذا آوتر ليميتس. في 1964، كان المشارك في بطولة مسرحية برودواي  ذا سبجيكت واز روزس؛ كرر لاحقًا دوره في فيلم بنفس الاسم في عام 1968، ورُشِّح لجائزة غولدن غلوب لأفضل ممثل مساعد. كان أيضًا نجمًا في الإنتاج التلفزيوني تين بلوكس أون ذا كامينو ريل (1966)، المُقتبَس من مسرحية تينيسي ويلليامز كامينو ريل التي أخرجها جاك لاندو وعرضتها التلفزيون التعليمي الوطني (إن إي تي)، خدمة الإذاعة العامة السابقة.
خلال ستينيات القرن العشرين وبدايات سبعينياته، شحذ مهاراته بصفته نجمًا ضيفًا في عدد من المسلسلات التلفزيونية المعروفة، بما فيها إنسايت (منذ ستينيات القرن العشرين إلى سبعينياته)، وماي ثري سنز (أبنائي الثلاثة) (1964)، وفليبر (1967)، وذا إف بي آي (1973)، وميشين إمبوسبل (المهمة المستحيلة) (1969)، وذا ستريت أوف سان فرانسيسكو (1973). لعب دورًا بشخصية «داني مورغان» في ذا مود سكواد (1970- 1971). بحلول بداية سبعينيات القرن العشرين، كان شين يركز بشكل متزايد على الأفلام التلفزيونية والصور المتحركة.
جسّد شين شخصية دوبز في فيلم عام 1970 المُقتبَس عن رواية كاتش-22، ثم شارك في بطولة الفيلم التلفزيوني ذات سيرتين سمر (1972) صاحب الفوز المثير للجدل بجائزة إيمي، الذي قيل إنه أول فيلم تلفزيوني في أمريكا يصوّر المثلية الجنسية بأسلوب متعاطف. كان دوره الهام التالي في عام 1973، حين شارك في بطولة فيلم الدراما والجريمة بادلاندز مع سيسي سببسك، إذ لعب دور قاتل متعدد مضاد للمجتمع. صرّح شيت بأن دوره في بادلاندز كان أحد أكثر دورين مفضلين لديه، والدور الآخر هو دوره بشخصية ضابط عمليات خاصة في جيش الولايات المتحدة في فيلم أبوكاليبس ناو (القيامة الآن). في عام 1973 أيضًا، ظهر شين أمام دايفيد جانسين في «ساتش دست آز دريمز آر ميد أون»، وهي أول حلقة تجريبية في المسلسل التلفزيوني هاري أو.
في عام 1974، جسّد شين شخصية سائق سيارة هوت رود في الفيلم التلفزيوني ذا كاليفورنيا كيد، وفي نفس العام، حصل على ترشيح لجائزة إيمي لأفضل ممثل في دراما تلفزيونية عن تجسيده شخصية العريف إدي سلوفيك في الفيلم التلفزيوني ذا إكسكيوشن أوف برايفت سلوفيك. مستندًا إلى حادثة حصلت في الحرب العالمية الثانية، روى الفيلم قصة الجندي الأمريكي الوحيد الذي أُعدِم بسبب فراره من الخدمة منذ الحرب الأهلية الأمريكية.
قاد أداء شين إلى اختيار فرانسيس فورد كوبولا إياه لدور الكابتن في الجيش الأمريكي بينجامين إل. ويليارد في فيلم أبوكاليبس ناو (القيامة الآن) في عام 1979 ما أكسبه شهرة كبيرة. في أثناء تصويره في أدغال الفليبين في موسم الإعصار عام 1976، اعترف شين بأنه لم يكن بحالة جيدة وكان يشرب كثيرًا. بالنسبة لسلسلة الافتتاح الأسطوري للفيلم في غرفة فندق في سايغون، جسّد شين دور ويلارد الذي كان مخمورًا للغاية، وساعده في ذلك احتفاله بعيد ميلاده السادس والثلاثين في ذلك اليوم، وكان في حالة سُكر بالفعل. بعد مرور 12 شهرًا على التصوير، أُصيب شين بنوبة قلبية بسيطة واضطر إلى الزحف إلى الطريق طالبًا المساعدة. بينما كان يتعافى، وقف شقيقه الأصغر جو إيستفيز إلى جانبه في عدد من الجلسات الطويلة وفي بعض تسجيلات صوت الراوي. كان شين قادرًا على استئناف التصوير بعد بضعة أسابيع. في عام 1979، مثّل شين في فيلم ذا فاينال كاونت داون مع كيرك دوغلاس، وهو ممثل آخر له صلات عائلية في برمودا (كانت ديانا ديل، زوجة دوغلاس الأولى وأم ابنيه مايكل دوغلاس وجويل دوغلاس، من سكان برمودا).

## قائمة الأعمال
- The Way (عام 2010)

```
The Departed (عام 2006)
```

- Bobby (عام 2006)
- Bordertown (عام 2006)
- Jerusalemski sindrom (عام 2004)
- Milost mora (عام 2003)
- Catch Me If You Can (عام 2002)
- We the People (عام 2002)
- O (عام 2001)
- The Apostle Paul (عام 2001)
- The Time Shifters (عام 1999)
- Forget Me Never (عام 1999)
- D.R.E.A.M. Team (عام 1999)
- A Texas Funeral (عام 1999)
- Chicken Soup for the Soul (عام 1999)
- Storm (عام 1999)
- Lost & Found (عام 1999)
- The Darklings (عام 1999)
- Ninth Street (عام 1999)
- No Code of Conduct (عام 1998)
- Free Money (عام 1998)
- A Letter from Death Row (عام 1998)
- Babylon 5: The River of Souls (عام 1998)
- Voyage of Terror (عام 1998)
- Shadrach (عام 1998)
- Snitch (عام 1998)
- Stories from My Childhood (عام 1998)
- Stranger in the Kingdom (عام 1998)
- Gunfighter (عام 1998)
- Family Attraction (عام 1998)
- Medusa's Child (عام 1997)
- Spawn (عام 1997)
- Hostile Waters (عام 1997)
- Truth or Consequences, N.M. (عام 1997)
- Entertaining Angels: The Dorothy Day Story (عام 1996)
- The War at Home (عام 1996)
- Project: ALF (عام 1996)
- Crystal Cave (عام 1996)
- Alchemy (عام 1996)
- The Elevator (عام 1996)
- The American President (عام 1995)
- Gospa (عام 1995)
- Dead Presidents (عام 1995)
- The Break (عام 1995)
- Cent et une nuits de Simon Cinéma, Les (عام 1995)
- Present Tense, Past Perfect (عام 1995)
- Dillinger and Capone (عام 1995)
- Sacred Cargo (عام 1995)
- Captain Nuke and the Bomber Boys (عام 1995)
- Bah, Humbug!: The Story of Charles Dickens' 'A Christmas Carol' (عام 1994)
- Boca (عام 1994)
- Roswell (عام 1994)
- One of Her Own (عام 1994)
- Guns of Honor (عام 1994)
- Trigger Fast (عام 1994)
- Hits (عام 1994)
- A Matter of Justice (عام 1993)
- Gettysburg (عام 1993)
- Hot Shots! Part Deux (عام 1993)
- Braving Alaska (عام 1993)
- Hear No Evil (عام 1993)
- Queen (عام 1993)
- The Killing Box (عام 1993)
- When the Bough Breaks (عام 1993)
- Fortunes of War (عام 1993)
- The Water Engine (عام 1992)
- Garwood: Prisoner of War (عام 1992)
- Original Intent (عام 1992)
- Running Wild (عام 1992)
- JFK (عام 1991)
- Guilty Until Proven Innocent (عام 1991)
- The Maid (عام 1991)
- Jugoslavenska Armija pomaze srpski terorizam (عام 1991)
- Pomozite Hrvatskoj (عام 1991)
- Touch and Die
- Srpski vodovi smrti (عام 1991)
- Captain Planet and the Planeteers (عام 1990)
- Cadence (عام 1990)
- Beyond the Stars (عام 1989)
- Nightbreaker (عام 1989)

| - Marked for Murder (عام 1989) - Beverly Hills Brats (عام 1989) - Cold Front (عام 1989) - Judgment in Berlin - Da (عام 1988) - Wall Street (عام 1987) - Siesta (عام 1987) - The Believers (عام 1987) - Conspiracy: The Trial of the Chicago 8 (عام 1987) - Apocalypse Pooh (عام 1987) - My Dissident Mom (عام 1987) - A State of Emergency (عام 1986) - Samaritan: The Mitch Snyder Story (عام 1986) - News at Eleven (عام 1986) - Shattered Spirits (عام 1986) - Out of the Darkness (عام 1985) - The Fourth Wise Man (عام 1985) - The Atlanta Child Murders (عام 1985) - Consenting Adult (عام 1985) - The Guardian (عام 1984) - Firestarter (عام 1984) - Choices of the Heart (عام 1983) - Kennedy (عام 1983) - The Dead Zone (عام 1983) - Man, Woman and Child - In the King of Prussia (عام 1983) - Enigma (عام 1983) - That Championship Season - غاندي (عام 1982) - In the Custody of Strangers (عام 1982) - No Place to Hide (عام 1982) - Loophole (عام 1981) - The Final Countdown (عام 1980) - Eagle's Wing (عام 1979) - Blind Ambition (عام 1979) - Apocalypse Now (عام 1979) - Taxi (عام 1978) - The Little Girl Who Lives Down the Lane (عام 1976) - The Cassandra Crossing (عام 1976) - Sweet Hostage (عام 1975) - The Last Survivors (عام 1975) - The Missiles of October (عام 1974) - The Legend of Earl Durand (عام 1974) - The California Kid (عام 1974) - The Story of Pretty Boy Floyd (عام 1974) - The Execution of Private Slovik (عام 1974) - Message to My Daughter (عام 1973) - Catholics (عام 1973) - Badlands (عام 1973) - Letters from Three Lovers (عام 1973) - Columbo: Lovely But Lethal (عام 1973) - Harry O: Such Dust As Dreams Are Made On (عام 1973) - Crime Club (عام 1973) - When the Line Goes Through (عام 1973) - Pursuit (عام 1972) - Rage (عام 1972) - That Certain Summer (عام 1972) - Pickup on 101 (عام 1972) - No Drums, No Bugles (عام 1972) - Welcome Home, Johnny Bristol (عام 1972) - Mongo's Back in Town (عام 1971) - Goodbye, Raggedy Ann (عام 1971) - Catch-22 (عام 1970) - The Andersonville Trial (عام 1970) - Then Came Bronson (عام 1969) - The Subject Was Roses (عام 1968) - The Edge of Night (عام 1956) - The Incident (عام 1967) - Ten Blocks on the Camino Real (عام 1966) - As the World Turns (عام 1956) |

## وصلات خارجية
- مارتن شين على موقع IMDb (الإنجليزية)
- مارتن شين على موقع الموسوعة البريطانية (الإنجليزية)
- مارتن شين على موقع روتن توميتوز (الإنجليزية)
- مارتن شين على موقع مونزينجر (الألمانية)
- مارتن شين على موقع ألو سيني (الفرنسية)
- مارتن شين على موقع ميوزك برينز (الإنجليزية)
- مارتن شين على موقع تيرنر كلاسيك موفيز (الإنجليزية)
- مارتن شين على موقع أول موفي (الإنجليزية)
- مارتن شين على موقع قاعدة بيانات برودواي على الإنترنت (الإنجليزية)
- مارتن شين على موقع قاعدة بيانات برودواي على الإنترنت (الإنجليزية)
- مارتن شين في IMDb